# Flurazepam
Flurazepamul este un medicament din clasa 1,4-benzodiazepinelor, fiind utilizat în tratamentul insomniilor. Calea de administrare disponibilă este cea orală.
Prezintă efecte anxiolitice, hipnotice și sedative, anticonvulsivante și miorelaxante.
Molecula a fost patentată în 1968 și a fost aprobată pentru uz medical în același an. Este una dintre primele benzodiazepine care au fost comercializate.

## Utilizări medicale
Flurazepamul este indicat în tratamentul de scurtă durată al tulburărilor de somn de etiologie variată, care sunt moderate sau severe. Prezintă un timp de acțiune lung, de aceea este utilizat la pacienții care prezintă probleme de menținere a somnului.

## Farmacologie
Ca toate benzodiazepinele, flurazepamul acționează ca modulator alosteric pozitiv al receptorului de tip A pentru acidul gama-aminobutiric (R GABAA), reducând excitabilitatea neuronilor.